# Московское время
| KALT | МСК−1 (калининградское время)  | MSK–1 (UTC+2)  | 23:04 |
| MSK  | МСК (московское время)         | MSK+0 (UTC+3)  | 00:04 |
| SAMT | МСК+1 (самарское время)        | MSK+1 (UTC+4)  | 01:04 |
| YEKT | МСК+2 (екатеринбургское время) | MSK+2 (UTC+5)  | 02:04 |
| OMST | МСК+3 (омское время)           | MSK+3 (UTC+6)  | 03:04 |
| KRAT | МСК+4 (красноярское время)     | MSK+4 (UTC+7)  | 04:04 |
| IRKT | МСК+5 (иркутское время)        | MSK+5 (UTC+8)  | 05:04 |
| YAKT | МСК+6 (якутское время)         | MSK+6 (UTC+9)  | 06:04 |
| VLAT | МСК+7 (владивостокское время)  | MSK+7 (UTC+10) | 07:04 |
| MAGT | МСК+8 (магаданское время)      | MSK+8 (UTC+11) | 08:04 |
| PETT | МСК+9 (камчатское время)       | MSK+9 (UTC+12) | 09:04 |

| светло-синий   | западноевропейское время / среднее время по Гринвичу (UTC+0)                                                                        |
| синий          | западноевропейское время / среднее время по Гринвичу (UTC+0) западноевропейское летнее время / ирландское стандартное время (UTC+1) |
| красный        | центральноевропейское время (UTC+1) центральноевропейское летнее время (UTC+2)                                                      |
| жёлтый         | восточноевропейское время / калининградское время (UTC+2)                                                                           |
| хаки           | восточноевропейское время (UTC+2) восточноевропейское летнее время (UTC+3)                                                          |
| светло-зелёный | московское время / турецкое время (UTC+3)                                                                                           |
| светло-голубой | азербайджанское время / армянское время / грузинское время / самарское время (UTC+4)                                                |

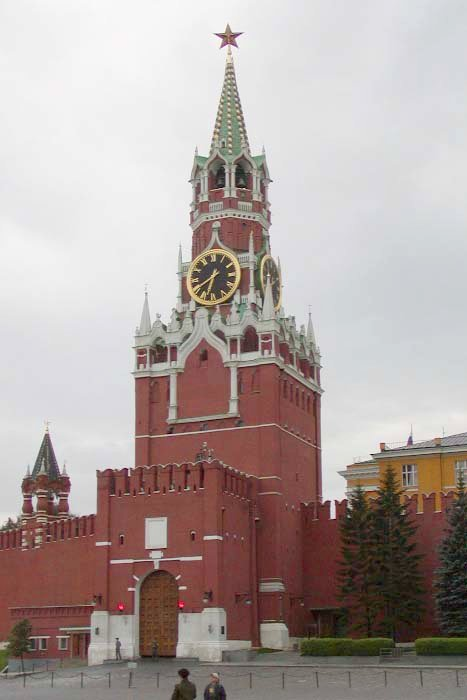
Часы на Спасской башне

Моско́вское вре́мя (МСК, англ. MSK) — время часовой зоны, в которой расположена столица Российской Федерации — город Москва (согласно определению в Федеральном законе «Об исчислении времени»). Действует в большинстве регионов европейской части России. С 26 октября 2014 года соответствует UTC+3.
Смещение московского времени от UTC (GMT) с момента введения в России международной системы часовых поясов в 1919 году до настоящего времени могло находиться в пределах от UTC+2 до UTC+4 в зимний период и от UTC+2 до UTC+5 в летний период. С 27 марта 2011 года по 25 октября 2014 года соответствовало UTC+4.

## История
Через территорию Москвы проходит меридиан 37,5° в. д., являющийся границей 2-го (UTC+2) и 3-го (UTC+3) географических часовых поясов. Центр города находится восточнее этой границы, в 3-м географическом часовом поясе. Местное среднее солнечное время в центре Москвы — UTC+02:30:28 (соответствует долготе 37,616°).
До 1917 года официальное время в Москве соответствовало GMT+02:30:17 (согласно долготе астрономической обсерватории Московского университета).

### Московское время относительно UTC
Начиная с указанной даты:
- 02.05.1924 — UTC+2;
- 21.06.1930 — UTC+3;
- 01.04.1981 — UTC+4 (летнее), UTC+3 («зимнее»);
- 31.03.1991 — UTC+3 (летнее), UTC+2 («зимнее»);
- 19.01.1992 — UTC+3;
- 29.03.1992 — UTC+4 (летнее), UTC+3 («зимнее»);
- 27.03.2011 — UTC+4 (летнее);
- 31.08.2011 — UTC+4;
- 26.10.2014 по настоящее время — UTC+3.

### Поясное время
С 1 июля 1919 года СНК РСФСР вводит в стране систему часовых поясов, при этом Москва была отнесена ко 2-му административному часовому поясу, время которого должно было соответствовать GMT+2. Ко 2-му поясу были тогда отнесены и другие территории к востоку от меридиана 37,5° — Архангельск, Вологда, Ярославль, Кострома, Иваново, Владимир, Рязань, Тула, Липецк, Воронеж, Ростов-на-Дону.
Накануне перевода часов на поясное время в ряде регионов страны действовало летнее время — в Москве оно соответствовало GMT+4:30:17 и часы там были переведены на 30 минут 17 секунд назад — фактически был переход на «поясное время плюс 2 часа» (GMT+4). Осенью 1919 года часы были переведены только на 1 час назад. Московское время стало соответствовать GMT+3 (в обиходе оно называлось декретным временем) и действовало в течение всего периода до мая 1924 года, кроме 1921 года, когда оно изменялось на GMT+4 и GMT+5. Со 2 мая 1924 года московское время стало соответствовать GMT+2.
Официальная граница 2-го и 3-го административного часового пояса, согласно декрету от 8 февраля 1919 года, проходила в основном по железным дорогам и рекам, восточнее меридиана 37,5°. При этом в ряде регионов применялось время двух часовых поясов, что с развитием транспортного сообщения создавало неудобства. Поэтому постепенно московское время стало применяться и в восточной части этих регионов.

### Декретное время
Постановлением от 16 июня 1930 года во всех регионах страны часы были переведены на 1 час вперёд против поясного времени данного пояса с 21 июня 1930 года. Таким образом в Москве было установлено время, соответствующее UTC+3, получившее впоследствии название «московское декретное время» или просто — московское время.
Московское время, UTC+3, стали применять (особенно после 1957 года) многие регионы 3-го административного часового пояса с действующим там декретным временем UTC+4, что фактически было отменой декретного времени в этих регионах. Восточная граница зоны московского времени стала перемещаться на восток. Московское время с какого-то момента стало применяться и в регионах 4-го часового пояса — в Коми АССР и в Ненецком национальном округе.

### Сезонный перевод часов
С 1981 года, когда в СССР и в России использовалось летнее время, московское время летом соответствовало UTC+4 (кроме 1991 года, когда из-за отмены декретного времени 31 марта 1991 года часы не переводились и московское время летом соответствовало UTC+3).
В 1981 году была попытка приведения в соответствие применяемого времени официальным административным часовым поясам (см. Декретное время#Попытка восстановления утраченного «декретного часа»). Осенью 1981 года расстались с московским временем Архангельск, Вологда, Ярославль, Иваново, Владимир, Рязань, Липецк, Воронеж, Ростов-на-Дону, Краснодар и регионы к востоку от названных (всего около 30). Однако удобство единого времени с Москвой оказалось решающим — в 1982 году эти регионы вновь перешли на московское время.
В 1988—2010 годах на московское время перешли ещё несколько регионов 3-го административного часового пояса: Волгоград, Саратов, Астрахань, Киров, Ульяновск, Ижевск, Самара. В ряде регионов московское время, наоборот, отменялось — в 1989—1991 годах оно было отменено в республиках Советской Прибалтики, в Калининградской области, на Украине, в Белоруссии и Молдавии.

### Отмена сезонного перевода часов
В 2011 году осенний возврат стрелок на зимнее время был отменён и московское время стало постоянно соответствовать UTC+4, то есть бывшему летнему времени.
С 26 октября 2014 года, согласно закону «Об исчислении времени», московское время стало соответствовать «третьему часовому поясу в национальной шкале времени Российской Федерации UTC(SU)+3», то есть эквивалентно UTC+3. При этом Удмуртия и Самарская область перешли в часовую зону МСК+1, сохранив время UTC+4.
В 2016—2018 годах московское время было отменено в Астраханской, Саратовской, Ульяновской и Волгоградской областях — в этих регионах снова стало применяться время МСК+1.
С 27 декабря 2020 года на московское время вновь перешла Волгоградская область.

### Введение московского времени в Крыму и районах Донбасса
На протяжении 2014 года Украина утратила контроль над территориями АР Крым и Севастопольского горсовета (аннексированы РФ как Республика Крым и город федерального значения Севастополь) и частью территорий Донецкой и Луганской областей (где были провозглашены Донецкая и Луганская народные республики). В ночь на 30 марта 2014 года в Крыму было введено московское время, соответствовавшее на тот момент UTC+4, при этом часы были переведены на 2 часа вперёд.
С 26 октября 2014 года московское время (которое с этой даты вновь стало соответствовать UTC+3) было введено на территориях, подконтрольных властям самопровозглашённых Луганской и Донецкой народных республик. При введении московского времени часы не переводились. В Донецкой народной республике введённое время было официально названо «донецким временем».

## Применение московского времени
Московское время является точкой отсчёта для всех остальных часовых зон России. Применение московского времени на транспорте и в средствах связи установлено постановлением правительства от 8 января 1992 года. Воздушный транспорт перешёл с московского времени на всемирное координированное время согласно постановлению правительства от 28 января 1993 года.
Московское декретное время (UTC+3) действует на борту всех российских пилотируемых и непилотируемых космических кораблей и на наземных пунктах слежения. По некоторым сведениям, российские космические системы и комплексы, системы спутниковой связи, система контроля космического пространства, их программные и технические средства всегда использовали московское декретное время — без перевода часов на летнее и «зимнее» время. При этом для хронологии в российской космонавтике и как система отсчёта времени для космических аппаратов применяется аббревиатура ДМВ — декретное московское время. По одной из версий, в ноябре 2011 года расхождение на 1 час между бортовым временем — МСК, которое тогда соответствовало UTC+4, — установленным на энергонезависимых часах космического аппарата «Фобос-Грунт», и ДМВ (UTC+3), по которому была рассчитана часть циклограммы полёта, стало причиной нештатной ситуации с космическим аппаратом.
Есть пример неофициального применения московского времени. Жители расположенного вблизи железной дороги посёлка Бердяуш Челябинской области (часовая зона МСК+2) живут по московскому времени, но их распорядок дня относительно местного солнечного времени такой же, как в соседних населённых пунктах. Так, в школе Бердяуша первый урок по расписанию начинается в 6:00, а не в 8:00, как в остальных школах области.

## Регионы России с московским временем
- Северо-Западный федеральный округ
  -  Карелия
  -  Республика Коми
  -  Архангельская область (включая архипелаг Новая Земля)
    -  Ненецкий автономный округ

  -  Вологодская область
  -  Ленинградская область
  -  Мурманская область
  -  Новгородская область
  -  Псковская область
  -  Санкт-Петербург
- Центральный федеральный округ
  -  Москва
  -  Белгородская область
  -  Брянская область
  -  Владимирская область
  -  Воронежская область
  -  Ивановская область
  -  Калужская область
  -  Костромская область
  -  Курская область
  -  Липецкая область
  -  Московская область
  -  Орловская область
  -  Рязанская область
  -  Смоленская область
  -  Тамбовская область
  -  Тверская область
  -  Тульская область
  -  Ярославская область
- Приволжский федеральный округ:
  -  Кировская область
  -  Нижегородская область
  -  Марий Эл
  -  Татарстан
  -  Чувашия
  -  Мордовия
  -  Пензенская область
- Южный федеральный округ
  -  Адыгея
  -  Волгоградская область
  -  Калмыкия
  -  Краснодарский край
  -  Республика Крым[23]
  -  Ростовская область
  -  Севастополь[23]
- Северо-Кавказский федеральный округ
  -  Дагестан
  -  Ингушетия
  -  Кабардино-Балкария
  -  Карачаево-Черкесия
  -  Северная Осетия
  -  Ставропольский край
  -  Чечня

## Московское время на железной дороге
До 1917 года, то есть до введения летнего времени и до введения системы часовых поясов, на железных дорогах России действовало единое петербургское время — среднее солнечное время на Пулковском меридиане. Московское время на железной дороге, возможно, было введено 1 июля 1919 года, согласно декрету от 24 июня 1919, где было указано: «Движение поездов при вновь вводимом исчислении времени должно производиться во всей Республике по времени 2-го пояса, то есть по времени Москвы, которое по новому исчислению совпадает со временем Петрограда».
Время в Петрограде накануне 1 июля 1919 года соответствовало GMT+04:01:18,7. Требовалось установить на железной дороге время GMT+4:00, то есть время 2-го часового пояса с учётом действовавшего на тот момент летнего времени (плюс 2 часа). Поэтому часы на железной дороге 1 июля 1919 года надо было перевести на 1 минуту 18,7 секунды назад.
Действующее на железной дороге московское время сыграло важную роль в процедуре введения поясного времени на всей территории СССР в 1924 году. Сначала, 1 мая 1924 года в 3 часа утра по московскому времени, часы были переведены на всей железной дороге на 1 час назад (с действовавшего тогда времени GMT+3 на GMT+2). Одновременно с этим, доступные для публики часы на вокзалах и в почтово-телеграфных учреждениях, отображающие местное время, устанавливались так, чтобы они показывали целое число часов, равное номеру часового пояса. Например, в Москве и Ленинграде (2-й часовой пояс) эти часы должны были показывать 2 часа, а в Нижнем Новгороде и Казани (3-й часовой пояс) — 3 часа. После этого, в полночь по местному времени с 1 на 2 мая все остальные часы в каждом населённом пункте следовало установить согласно вышеупомянутым доступным для публики часам.
Согласно постановлению правительства от 8 января 1992 года движение железнодорожного, водного и междугородного автомобильного транспорта, открытого для общего пользования, а также работа междугородной телефонной и телеграфной связи на территории Российской Федерации производится по московскому времени. При этом указано, что «информирование населения о работе транспорта и средств связи осуществляется по времени, установленному в данной местности», однако это требование не выполнялось — информирование пассажиров о расписании движения поездов дальнего следования через станции и остановочные пункты, обслуживаемые ОАО «Российские железные дороги», производилось по московскому времени, московское время указывалось в билетах, часы на вокзалах показывали московское время.
С 1 августа 2018 года порядок отображения времени прибытия и отправления на проездных документах поездов дальнего и пригородного сообщения изменён. На железнодорожных билетах обозначается только местное время, которое соответствует часовой зоне отправления и прибытия пассажира. Часы на вокзалах и станциях показывают местное время.

## Расширение зоны московского времени на восток
Представлены регионы европейской части России, где применялось время МСК и МСК+1. Для краткости указан административный центр региона (по административно-территориальному делению на 2015 год).
1947 год:
- МСК — Архангельск[30], Белгород, Брянск, Великий Новгород, Вологда[30], Калининград, Калуга, Курск, Москва, Мурманск, Орёл, Петрозаводск, Псков, Санкт-Петербург, Смоленск, Тверь, Тула, Ярославль.
- МСК+1 — Астрахань, Владикавказ, Владимир, Волгоград, Воронеж, Грозный, Иваново, Ижевск, Йошкар-Ола, Казань, Киров, Кострома, Краснодар, Липецк, Майкоп, Махачкала, Нальчик, Нижний Новгород, Пенза, Ростов-на-Дону, Рязань, Самара, Саранск, Саратов, Ставрополь, Сыктывкар, Тамбов, Ульяновск, Чебоксары, Черкесск, Элиста.

1962 год:
- МСК — Белгород, Брянск, Владимир, Великий Новгород, Воронеж, Иваново, Калининград, Калуга, Краснодар, Кострома, Курск, Липецк, Майкоп, Москва, Мурманск, Орёл, Петрозаводск, Псков, Ростов-на-Дону, Рязань, Санкт-Петербург, Смоленск, Ставрополь, Тамбов, Тверь, Тула, Черкесск, Ярославль.
- МСК+1 — Архангельск, Астрахань, Владикавказ, Волгоград, Вологда, Грозный, Ижевск, Йошкар-Ола, Казань, Киров, Махачкала, Нальчик, Нижний Новгород, Пенза, Самара, Саранск, Саратов, Сыктывкар, Ульяновск, Чебоксары, Элиста.

1969 год:
- МСК — Архангельск, Белгород, Брянск, Владикавказ, Владимир, Великий Новгород, Вологда, Воронеж, Иваново, Йошкар-Ола[33], Казань, Калининград, Калуга, Краснодар, Кострома, Курск, Липецк, Майкоп, Москва, Мурманск, Нальчик, Нарьян-Мар, Нижний Новгород[33], Орёл, Пенза, Петрозаводск, Псков, Ростов-на-Дону, Рязань, Санкт-Петербург, Саранск[33], Смоленск, Ставрополь, Тамбов, Тверь, Тула, Чебоксары[34], Черкесск, Ярославль.
- МСК+1 — Астрахань, Волгоград, Грозный, Ижевск, Киров, Махачкала, Самара, Саратов, Сыктывкар, Ульяновск, Элиста.

1973 год:
- МСК — Архангельск, Белгород, Брянск, Владикавказ, Владимир, Великий Новгород, Вологда, Воронеж, Грозный, Иваново, Йошкар-Ола, Казань, Калининград, Калуга, Краснодар, Кострома, Курск, Липецк, Майкоп, Махачкала, Москва, Мурманск, Нальчик, Нижний Новгород, Орёл, Пенза, Петрозаводск, Псков, Ростов-на-Дону, Рязань, Санкт-Петербург, Саранск, Смоленск, Ставрополь, Тамбов, Тверь, Тула, Чебоксары, Черкесск, Элиста, Ярославль.
- МСК+1 — Астрахань, Волгоград, Ижевск, Киров, Нарьян-Мар, Самара, Саратов, Сыктывкар, Ульяновск.

## Орфография
Сокращение МСК представляет собой особый тип, который можно назвать стяжением, но такое сокращение (как и мск) не описано ни в правилах орфографии, ни в нормативных документах. Способ сокращения такой же, как и для общеупотребительных графических сокращений млн, млрд. По оценкам специалистов портала «Грамота.ру», в практике письма преобладает сокращение мск строчными буквами. Например, в каком-то регионе событие произошло в 14:40 мск (то есть в 14:40 по московскому времени).
Написание прописными буквами (МСК) встречается в Федеральном законе «Об исчислении времени», где такое сокращённое обозначение употребляется в одном предложении совместно с обозначением UTC, которое, вероятно, повлияло на вариант написания. В таком контексте написание прописными буквами оправданно.
Таким образом, применяются два варианта сокращённого обозначения:
- МСК, если речь идёт о названиях часовых зон России или о применяемом местном времени в регионе относительно московского времени;
- мск как дополнение к числовым данным при необходимости указания текущего времени момента некоторого события по московскому времени.